# Hanna Faulhaber
Hanna Faulhaber (* 4. September 2004) ist eine US-amerikanische Freestyle-Skierin. Sie startet in der Disziplin Halfpipe.

## Werdegang
Faulhaber startete international erstmals im Dezember 2018 beim Nor-Am-Cup in Copper Mountain und errang dabei die Plätze zehn und neun. In der Saison 2018/19 wurde sie bei den Juniorenweltmeisterschaften 2019 in Leysin Sechste und siegte bei den US-amerikanischen Meisterschaften. Ihr Debüt im Freestyle-Skiing-Weltcup hatte sie im September 2019 in Cardrona, welches sie auf dem 14. Platz beendete. Bei den Olympischen Jugend-Winterspielen 2020 in Lausanne gewann sie die Bronzemedaille. Im folgenden Jahr errang sie bei den Freestyle-Skiing-Weltmeisterschaften in Aspen den vierten Platz. Nach Platz fünf in Copper Mountain zu Beginn der Saison 2021/22 erreichte sie mit Platz zwei und drei in Calgary ihre ersten Podestplatzierungen im Weltcup und belegte damit den zweiten Platz im Halfpipe-Weltcup. Bei den Winter-X-Games 2022 in Aspen holte sie die Bronzemedaille. Beim Saisonhöhepunkt, den Olympischen Winterspielen 2022 in Peking, wurde sie Neunte. In der Saison 2022/23 errang sie bei den Winter-X-Games 2023 den fünften Platz und gewann bei den Weltmeisterschaften 2023 in Bakuriani die Goldmedaille. Den Halfpipe-Weltcup beendete sie auf dem fünften Platz. In der Saison 2023/24 belegte sie mit zwei zweiten Plätzen den sechsten Platz im Halfpipe-Weltcup.

## Erfolge

### Weltcup
- 5 Podestplätze:

| Saison  | Gesamt | Gesamt | Halfpipe | Halfpipe | Park & Pipe | Park & Pipe |
| Saison  | Platz  | Punkte | Platz    | Punkte   | Platz       | Punkte      |
| ------- | ------ | ------ | -------- | -------- | ----------- | ----------- |
| 2019/20 | 90.    | 14     | 16.      | 70       | –           | –           |
| 2021/22 | –      | –      | 2.       | 235      | 5.          | 235         |
| 2022/23 | –      | –      | 5.       | 195      | 12.         | 195         |
| 2023/24 | –      | –      | 6.       | 160      | 19.         | 160         |

### Olympische Spiele
- Peking 2022: 6. Halfpipe

### Weltmeisterschaften
- Aspen 2021: 4. Halfpipe
- Bakuriani 2023: 1. Halfpipe

### Nor-Am-Cup
- Saison 2019/20: 1. Halfpipe-Wertung, 6. Gesamtwertung
- 2 Podestplätze, davon 1 Sieg:

| Datum            | Ort   | Land               |
| ---------------- | ----- | ------------------ |
| 15. Februar 2020 | Aspen | Vereinigte Staaten |

### Juniorenweltmeisterschaften
- Leysin 2019: 6. Halfpipe

### Weitere Erfolge
- Bronze bei den Olympischen Jugend-Winterspielen 2020 in der Halfpipe
- Bronze bei den Winter-X-Games 2022 in der Halfpipe